# Ронгинский, Владимир Михайлович
Владимир Михайлович Ронгинский (укр. Ронгинський Володимир Михайлович; 1932—2002) — советский и украинский учёный-филолог; кандидат филологических наук (1966), профессор (1992), член-корреспондент Международной академии информатизации.
Представитель научной школы В. Н. Мигирина «Методология и теория языкознания». Автор более 70 научных трудов. Основные направления научных исследований — синтаксис, фразеология, история русского языка, культура речи и стилистика.

## Биография
Родился 13 апреля 1932 года в Симферополе.
В 1953 году окончил Крымский государственный педагогический институт им. М. В. Фрунзе (ныне Таврический национальный университет имени В. И. Вернадского).
По окончании института служил в рядах Советской армии, затем работал учителем русского языка и литературы среднеобразовательной школы в Бахчисарайском районе. С 1959 года работал в Крымском государственном педагогическом институте: в 1970—1981 годах — декан филологического факультета, в 1984—2002 годах — заведующий кафедрой русского языка.
В 1966 году в специализированном совете при Отделении литературы, языка и искусствоведения Академии наук Украинской УССР защитил кандидатскую диссертацию на тему «Синтаксические модели заголовков и их использование в различных стилях речи». Ученое звание профессора В. М. Ронгинскому было присвоено в 1992 году. Под его руководством защищена диссертация на соискание ученой степени кандидата наук Л. А. Маньковой «Лингвистическая типология газетных заголовков, 90-е годы XX века».
Кроме педагогической, занимался общественной деятельностью. Был членом научно-методической комиссии Министерства высшего образования Украины,
научного Совета при Институте языковедения Академии наук Украины и ученого совета Таврического национального университета им. В. И. Вернадского. Работал в профкоме института, был членом президиума крымского обкома профсоюзов и членом Коммунистической партии Украины.
Умер 13 мая 2002 года в Симферополе. Был женат на Юлии Николаевне Абросимовой, выпускнице Симферопольского педагогического института. В семье росла дочь Наталья, которая пошла по стопам родителей — кандидат филологических наук, доцент факультета информационно-полиграфических технологий Таврической академии печати Крымского университета им. В. И. Вернадского.

## Заслуги
- Удостоен почетного звания «Заслуженный работник народного образования Украины» (1996). Награждён медалями, в числе которых «За доблестный труд» и «Ветеран труда».[6]
- Мастер спорта СССР, чемпион ДОСААФ Украины по стрельбе из армейской винтовки (1956).[6]